# Читтадини, Катерина
Катерина Читтадини (итал. Caterina Cittadini; 28 сентября 1801 года, Бергамо, Ломбардия, Италия — 5 мая 1857 года, Сомаска, там же) — итальянская католическая блаженная.

## Жизнеописание
Родителями Катерины были Джованни Баттиста и Маргарита Ланзани; имела младшую сестру Джудитту. Когда святой было семь лет, её мать безвременно скончалась, а отец оставил дочерей.
Девочки были приняты в приют города Бергамо, где и укреплялись в вере. Сиротский дом они покинули в 1823 году и обосновались у кузенов Джованни и Антонио Читтадини, бывшими в то время приходскими священниками в городе Калольциокорте. Через год старшая сестра устроилась учителем в местном городке Сомаска в государственную школу для девочек. Сёстры чувствовали тягу к духовной жизни, в результате чего и решили основать здесь же новую католическую конгрегацию. Катерина управляла школой, учила азам религии и искусно ставила речь воспитанницам. Дело сестёр процветало, воспитанниц становилось больше, вследствие чего было решено открыть новую школу «Читтадини», а затем ещё одну.
Джудитта помогала сестре вплоть до внезапной кончины в 1840 году. Вскоре умер и кузен Катерины — отец Антонио Читтадини. Череда трагических смертей подорвала здоровье женщины и та слегла больной; победить недуг ей помог святой Иероним Эмилиани.
В 1845 году Катерина оставила обучение воспитанниц и сконцентрировалась на управлении школами, заботах о сиротах.
Сегодня её школы действуют в Италии, Швейцарии, Бельгии, Бразилии, Боливии, Индии и Филиппинах.